# SLC25A34
SLC25A34 (англ. Solute carrier family 25 member 34) – білок, який кодується однойменним геном, розташованим у людей на 1-й хромосомі. Довжина поліпептидного ланцюга білка становить 304 амінокислот, а молекулярна маса — 32 224.
| 10         |  | 20         |  | 30         |  | 40         |  | 50         |
| ---------- |  | ---------- |  | ---------- |  | ---------- |  | ---------- |
| METVPPAVDL |  | VLGASACCLA |  | CVFTNPLEVV |  | KTRLQLQGEL |  | QARGTYPRPY |
| HGFIASVAAV |  | ARADGLWGLQ |  | KGLAAGLLYQ |  | GLMNGVRFYC |  | YSLACQAGLT |
| QQPGGTVVAG |  | AVAGALGAFV |  | GSPAYLIKTQ |  | LQAQTVAAVA |  | VGHQHNHQTV |
| LGALETIWRQ |  | QGLLGLWQGV |  | GGAVPRVMVG |  | SAAQLATFAS |  | AKAWVQKQQW |
| LPEDSWLVAL |  | AGGMISSIAV |  | VVVMTPFDVV |  | STRLYNQPVD |  | TAGRGQLYGG |
| LTDCMVKIWR |  | QEGPLALYKG |  | LGPAYLRLGP |  | HTILSMLFWD |  | ELRKLAGRAQ |
| HKGT       |  |            |  |            |  |            |  |            |

A: Аланін

C: Цистеїн

D: Аспарагінова кислота

E: Глутамінова кислота

F: Фенілаланін

G: Гліцин

H: Гістидин

I: Ізолейцин

K: Лізин

L: Лейцин

M: Метіонін

N: Аспарагін

P: Пролін

Q: Глутамін

R: Аргінін

S: Серин

T: Треонін

V: Валін

W: Триптофан

Задіяний у такому біологічному процесі, як транспорт. 
Локалізований у мембрані, мітохондрії, внутрішній мембрані мітохондрії.